# Enrico Lanzi
Pour les articles homonymes, voir Lanzi.
Enrico Luigi Lanzi est un joueur puis entraîneur italien de football né le 5 février 1953 à Spessa (pr. de Pavie, Lombardie) et mort en août 2025. Il évolue au poste de défenseur.

## Biographie

### Joueur
Formé au Milan AC, Enrico Lanzi est prêté en 1972 à l'AC Cesena en Serie B avec laquelle il finit à la seconde place, accédant ainsi à la Serie A. La saison suivante, il revient au Milan et il intègre la première équipe le 9 décembre 1973 à San Siro contre la Fiorentina. Durant la saison il joue 5 matches en Serie A, 4 en Coupe d'Italie et 3 en Coupe des coupes, dont la finale perdue 2-0 contre le FC Magdebourg, durant laquelle il inscrit d'ailleurs un but contre son camp.
En 1974, il est acheté par le Varese FC, avec lequel il dispute 16 matches en Serie A mais la saison se termine par la relégation du club en  Serie B. Après 6 mois en deuxième division, il revient parmi l'élite en janvier 1976 avec l'AC Pérouse.
En 1977, il arrive à l'AC Monza en Serie B et l'année suivante à la SS Campobasso en Serie C1. Après 3 saisons au Campobasso, il signe en 1981 pour le Paganese Calcio 1926 avec lequel il joue deux saisons en championnat de Serie C1 et une en Serie C2 après la relégation en 1983. En 1984, il quitte Paganese et termine sa carrière à Broni.

### Entraîneur
Enrico Lanzi entame par la suite une carrière d'entraîneur. Dans les championnats amateurs (série D), il entraîne le club de l'AC Voghera, succédant à Roberto Casone, puis dirige l'AC Pavie de décembre 1997 à sa démission en février 1998.

## Statistiques
| Saison                | Club                  | Championnat           | Championnat | Championnat | Coupe(s) nationale(s) | Coupe(s) nationale(s) | Compétition(s) continentale(s) | Compétition(s) continentale(s) | Compétition(s) continentale(s) | Total | Total |
| Saison                | Club                  | Division              | M.          | B.          | M.                    | B.                    | Comp.                          | M.                             | B.                             | M.    | B.    |
| 1971-1972             | Milan AC              | Serie A               | 0           | 0           | 0                     | 0                     | -                              | -                              | -                              | 0     | 0     |
| 1972-1973             | AC Cesena (prêt)      | Serie B               | 34          | 2           | 0                     | 0                     | -                              | -                              | -                              | 34    | 2     |
| 1973-1974             | Milan AC              | Serie A               | 5           | 0           | 4                     | 0                     | C2                             | 3                              | 0                              | 12    | 0     |
| 1974-1975             | Varèse Calcio         | Serie A               | 16          | 0           | 0                     | 0                     | -                              | -                              | -                              | 16    | 0     |
| 1975-1976             | Varèse Calcio         | Serie B               | 0           | 0           | 0                     | 0                     | -                              | -                              | -                              | 0     | 0     |
| 1975-1976             | AC Pérouse            | Serie A               | 6           | 0           | 0                     | 0                     | -                              | -                              | -                              | 6     | 0     |
| 1976-1977             | AC Pérouse            | Serie A               | 6           | 0           | 0                     | 0                     | -                              | -                              | -                              | 6     | 0     |
| 1977-1978             | AC Monza              | Serie B               | 27          | 0           | 0                     | 0                     | -                              | -                              | -                              | 27    | 0     |
| 1978-1979             | SS Campobasso         | Serie C1              | 20          | 1           | 0                     | 0                     | -                              | -                              | -                              | 20    | 1     |
| 1979-1980             | SS Campobasso         | Serie C1              | 30          | 0           | 0                     | 0                     | -                              | -                              | -                              | 30    | 0     |
| 1980-1981             | SS Campobasso         | Serie C1              | 0           | 0           | 0                     | 0                     | -                              | -                              | -                              | 0     | 0     |
| 1981-1982             | Paganese Calcio       | Serie C1              | 8           | 0           | 0                     | 0                     | -                              | -                              | -                              | 8     | 0     |
| 1982-1983             | Paganese Calcio       | Serie C1              | 26          | 2           | 0                     | 0                     | -                              | -                              | -                              | 26    | 2     |
| 1983-1984             | Paganese Calcio       | Serie C1              | 0           | 0           | 0                     | 0                     | -                              | -                              | -                              | 0     | 0     |
| Total sur la carrière | Total sur la carrière | Total sur la carrière | 178         | 5           | 4                     | 0                     | -                              | 3                              | 0                              | 185   | 5     |

## Palmarès
- AC Milan
  - Finaliste de la Coupe des coupes : 1974.